# Royal Academy of Music
La Royal Academy of Music (en español: Real Academia de Música o a veces abreviado RAM por sus siglas en inglés) es un Conservatorio situado en Londres (Reino Unido), miembro de la Universidad de Londres, y una de las instituciones musicales más destacadas en todo el mundo.
Fue fundada por Lord Burghersh con el arpista Nicolas Bochsa en 1822, y en 1830 el rey Jorge IV le concedió una Carta Real "para promover la difusión de la ciencia musical, y tener acceso a instalaciones para obtener perfección en esta, asistiendo por instrucción general todas las personas deseosas de adquirir estos conocimientos". Una gran cantidad de músicos han estudiado en esta academia desde entonces.

## Alumnos notables
- William Alwyn (compositor)
- Javier Aparicio (piano)
- Craig Armstrong (compositor)
- John Barbirolli (director de orquesta)
- Arnold Bax (compositor)
- Richard Rodney Bennett (compositor)
- Harrison Birtwistle (compositor)
- Virginia Black (clavecín)
- Christopher Bowers-Broadbent (órgano)
- Dennis Brain (corno francés)
- Harriet Cohen (piano)
- Christine Croshaw (piano)
- William Crotch (Primer director de la Royal Academy of Music)
- Ralph John Cupper (órgano)
- Clifford Curzon (piano)
- Karel Mark Chichon (director de orquesta)
- Nicholas Daniel (oboe)
- John Dankworth (compositor de jazz)
- Christopher Elton
- George Elvey (compositor y organista)
- Rumon Gamba (director de orquesta)
- Lesley Garrett (soprano)
- Lucila Gandolfo (actriz y Cantante)
- Evelyn Glennie (percusionista)
- Kerry Minnear (compositor, multinstrumentista)
- Otto Goldschmidt (piano)
- Henrik Jul Hansen (director de orquesta)
- Alan Harverson (órgano)
- Myra Hess (piano)
- Richard Hickox
- Joe Jackson
- Elton John (rock) Junior Academy
- Izzy Johnston Violín
- Haylie Ecker Violín
- Freddy Kempf (piano)
- Myleene Klass (piano)
- Philip Langridge
- Annie Lennox
- Felicity Lott (soprano)
- Nicola Loud (violín)
- Graham Johnson (acompañador)
- Andrew Manze (violinista barroco)
- David Martin
- Joanna MacGregor (piano)
- Gabriela Montero (pianista)
- Philip Mortimer (violín)
- May Mukle (violonchelo)
- Michael Nyman (compositor)
- Denise Orme
- Peter Pettinger (piano y maestro)
- Paul Patterson (compositor)
- Sir Simon Rattle (director de orquesta)
- Augusta Read Thomas (compositor)
- Max Richter (piano)
- David Russell (guitarra)
- David Sanger (órgano)
- Arthur Sullivan
- Martino Tirimo (piano)
- Eva Turner (soprano)
- Maxim Vengerov (violín) Junior Academy
- Christopher Warren-Green (director de orquesta)
- Ian Watkins (cantante pop)
- Henry Wood (órgano)
- Galliard Wind Ensemble
- SuRie

## Premio Bach
La Real Academia de Música otorga cada año el Premio Bach a un individuo que ha hecho una contribución destacada a la ejecución o al estudio académico de la música de Johann Sebastian Bach.
Han sido galardonados:
- Christoph Wolff (2006)
- András Schiff (2007)
- John Eliot Gardiner (2008)
- Peter Schreier (2009)
- John Butt (2010)
- Thomanerchor Leipzig (2011)
- Masaaki Suzuki (2012)
- Murray Perahia (2013)
- Ton Koopman (2014)
- Rachel Podger (2015)
- Philippe Herreweghe (2016)
- Jonathan Freeman-Attwood (2023)[1]